# P.V. Narasimha Rao
P.V. Narasimha Rao, właśc. Pamulaparti Venkata Narasimha Rao (hindi पी. वी. नरसिम्हा राव; ur. 28 czerwca 1921 w obwodzie Karim Nagar, prowincja Andhra Pradesh, zm. 23 grudnia 2004 w Nowym Delhi) – indyjski polityk, premier Indii w latach 1991–1996.

## Życiorys
Pochodził z ludu Telugu, obronił doktorat z prawa. Od 1945 działał w Indyjskiej Partii Kongresowej i był wieloletnim współpracownikiem polityków z dynastii Nehru-Gandhi. Od 1957 był deputowanym do lokalnego parlamentu, zasiadał także w rządzie stanowym Andhra Pradesh (od 1962), w tym jako premier w latach 1971–1973. Wchodził w skład ścisłego kierownictwa Partii Kongresowej, pełniąc m.in. funkcję sekretarza generalnego. W 1977 został wybrany do parlamentu krajowego, a w 1980 objął stanowisko ministra spraw zagranicznych w gabinecie Indiry Gandhi. Po śmierci Indiry Gandhi pozostał członkiem rządu jej syna Rajiva, kierując resortami spraw wewnętrznych, zasobów ludzkich, sprawiedliwości i obrony, a w latach 1988–1989 ponownie ministerstwem spraw zagranicznych.
Po porażce Partii Kongresowej w wyborach w 1989 przeszedł na emeryturę. Powrócił na scenę polityczną po zabójstwie Gandhiego w maju 1991; został wybrany na przewodniczącego Partii Kongresowej i dokończył z powodzeniem kampanię w przedterminowych wyborach. 26 czerwca 1991 zastąpił Chandra Shekhara na stanowisku premiera.
W czasie rządów, z pomocą ministra finansów Manmohana Singha (późniejszego premiera), przeprowadził liberalne reformy gospodarcze i uzyskał wzrost gospodarczy; był oskarżany o nadużycia finansowe, został jednak oczyszczony z zarzutów. Pełnił funkcję premiera przez pięć lat, jako pierwszy polityk spoza dynastii Nehru-Gandhi w niepodległych Indiach utrzymał się tak długo na czele rządu. Jego następcą został Atal Bihari Vajpayee.
Znał siedemnaście języków, zajmował się tłumaczeniami literackimi, po odejściu z życia politycznego opublikował książkę The Insider. Przedstawiała ona postać polityka pnącego się po szczeblach kariery w Indiach i nasuwała skojarzenia autobiograficzne, które jednak autor zdecydowanie odrzucał.